# 葉山昴
葉山 昴（はやま すばる、1985年6月17日 - ）は、日本の俳優である。

## 人物
- 趣味はフットサル、1人カラオケ(十八番はKinKi Kidsの「愛のかたまり」など。)
- 愛称は「昴くん」など。

改名前の愛称は「かぶー」（前芸名、兜政孝から）。
- 学生時代はサッカーに熱中していた。

歌が上手く、ものまね(上記参照)が得意。プーさんのものまねも得意。
人柄が大変良く、どんな人からも愛され(いじられ)ている。

## 出演

### テレビドラマ
- ここはグリーン・ウッド（2006年） - 学級委員 役
- 謎解きはディナーのあとで（2011年11月）
- 踊る大捜査線 THE LAST TV サラリーマン刑事と最後の難事件（2012年09月）
- 相棒（2013年2月）
- 僕のいた時間（2014年3月） - フットサル仲間
- ドラマスペシャル 家政婦は見た!（2014年） - 徴収官 役
- 出張鑑定人・宝来伝吉（2014年） - 司会者 役
- タイムスクープハンターseason6（2014年） - 市介 役
- おやじの背中（2014年8月） - コンビニ客 役
- 翳りゆく夏（2015年1月） - スーパー店員　役
- テミスの求刑（2015年5月）
- 逆転報道の女5（2016年5月） - ホスト 役
- おっさんずラブ（2016年12月） - 山下 役
- &美少女 NEXT GIRL meets Tokyo 第1話 （2017年4月5日、FOD） - 飯島隆二 役
- おかしな刑事25（2020年） - 武田泰之 役
- 六本木クラス 第2話（2022年7月14日、テレビ朝日）[2]
- シッコウ!!〜犬と私と執行官〜 第4話（2023年8月1日、テレビ朝日） - 下仁田賢治 役
- 民王R 第4話（2024年11月12日、テレビ朝日） - ハンバーガーショップの店員 役

### 映画
- AKIBA（2006年）
- ひとりかくれんぼ 新劇場版（2010年7月） - 河西元也 役
- この空の花 長岡花火物語（2012年4月）
- いのちのコール〜ミセスインガをしっていますか〜（2014年6月）
- 銀座並木通り クラブアンダルシア（2014年9月）
- 風切羽〜かざきりば〜（2013年6月）
- 風来坊 野花（2013年10月）
- MIRRORLIAR FILMS Season1「無題」（2021年9月）

### 舞台
- オサエロ（2007年1月）
- 奴ら〜海よ、オレの母よ〜（2010年8月）
- カリフォルニア物語（2008年2月）
- MEN&MAN〜男たちのSADAME（運命）〜（2009年2月）
- SAKURA（2009年）
- GO,JET!GO!GO!（2009年）
- 恋人は透明人間（2009年7月） - 武田舜 役
- 奇跡の星〜May peace last forever〜（2009年11月） - 主演
- MOTHER マザー〜特攻の母 鳥濱トメ物語〜（2009年12月） - 大石伍長 役
- 河童の水際（2010年7月） - 主演
- エヴァーグリーンエンターテインメントプロデュース公演（2010年）
- オサエロ（2010年10月）
- RING WANDERING（2011年7月）
- missing link（2011年9月）
- シャバダバダ（2011年12月）
- 見えない人たち（2012年3月）
- 愛しのバックストリート（2012年7月）
- TSUWAMONO 銀座みゆき館（2013年3月）
- カンキン!?（2013年7月）
- ちゃんちゃんちゃんこ鍋（2013年5月）
- 春がハーモニカを吹く理由（2014年4月） - 加賀美純 役
- 薄い黄色のカーディガン（2014年9月） - 一之瀬淳 役
- 金色の雨/GOLD RAIN（2015年4月）
- ダイヤのA LIVE（2015年8月） - 倉持洋一 役
- Grooming Beauty 〜姫と王子と不思議なお城〜（2015年9月）
- To Row 〜二匹の狼〜（2015年11月） - 桂小五郎 役
- 結婚リセット法（2016年2月） - 座長
- ダイヤのA THE LIVE II（2016年3月） - 倉持洋一 役
- ラズベリーボーイ3 THE FINAL（2016年5月） - 小林湊 役
- 逆転検事〜逆転のテレポーテーション〜（2016年7月） - 仲酉モツ夫 役
- ダイヤのA THE LIVE Ⅲ（2016年8月） - 倉持洋一 役
- 便利屋チームラビッシュ（2016年11月） - 小暮トオル 役
- VSクリスマス（2016年12月） - 高城 役
- HappyMoney 不思議な銀行日本上陸（2017年1月） - 石本浩一 役
- ダイヤのA THE LIVE Ⅳ（2017年4月） - 倉持洋一 役
- ハイスクール!奇面組（2017年6月） - 似蛭田妖 役[3][4]
- ハッピーハードラック（2017年6月） - 石本 役
- 夜ふかしの会ライブ「堤幸彦＋夜ふかしの会＋おどろくべきゲストによる狂乱の120分」（2017年8月）
- ダイヤのA THE LIVE Ⅴ（2017年9月） - 倉持洋一 役
- ハッピーマーケット（2017年11月） - 雷風太郎 役
- 200億の客船（2018年1月） - 市橋和斗 役
- 冬の四重奏 4名の演出家によるオムニバス朗読劇（2018年2月） - 脇野亮丞 役
- THE 面接（2018年4月） - 大久保きょうすけ 役
- あちゃらか2（2018年6月） - 次郎吉 役
- 舞台 BRAVE10〜燭～（2018年7月） - 石田三成 役
- ふしぎ遊戯ー蒼ノ章ー（2018年10月） - 井宿 役
- 絵画回廊（2018年11月） - ヘンリクス・メーヘレン・ウーレンベック 役
- 聖の夜（2018年12月） - 二宮武仁 役
- 妖怪! 百鬼夜高等学校（2019年3月） - 付喪神 役
- ちょっと今から仕事やめてくる（2019年6月） - 岩井 役[5]
- 200億の電波（2019年8月） - A公演 たてこもり犯 役 B公演 トキワ ジュン 役
- レネゲイズ（2019年10月） - 中矢卓充 役
- BIRTHDAY（2019年11月） - ゴウ 役
- まわれ！無敵のマーダーケース！！（2019年12月） - 藤澤智彦 役
- アマテラスドライブ-プロト-(2020年2月)-那智 役
- 戦国学園～令和決戦！天下取り～(2020年3月)-織田信歆 役
- 舞台 アイとアイザワ(2020年7月)-アイザック 役
- シェア(2020年8月)-内藤篤 役
- THE INSTANT（2020年10月）
- ホテル･アヴニール(2020年12月)-ケンタ･美濃部 役
- 追憶（2021年1月）
- あやかし緋扇（2021年6月） - 唐沢青治 役
- ヨコハマ・ヤタロウ〜望郷篇〜（2021年9月）
- Kiss Me You 〜がんばったシンプー達へ〜（2021年11月）
- 大迷惑（2022年4月）[6]
- ブリキの太鼓（2022年5月）[7]
- バロック（2022年6月）[8]
- 眉毛一族の陰謀（2023年2月）[9]
- 朗読活劇 信長を殺した男 2023（2023年4月） - 徳川家康 役 他（チーム木瓜）[10]
- 2.5次元ナビ！シアターVol.2〜Show Must Go On〜（2023年11月公演予定）[11]
- 白虎隊 ザ・アイドル（2023年11月 - 12月）[12]
- 物語ほどうまくはいかない物語 Route 4 / Route 1（2024年5月）[13]
- 雨月 UGETSU〜悪魔の証明〜（2024年7月）[14]
- 大洗にも星はふるなり（2024年8月 - 9月）[15]
- ルル‐地霊・パンドラの箱‐（2024年12月） - シュヴァルツ 役[16]
- 春、さようならは言わない。（2025年3月） - 小室先生 役[17]
- 反乱のボヤージュ（2025年5月 - 6月） - 神楽 役[18]
- 醉いどれ天使（2025年11月 - 12月公演予定）[19]

## 書籍

### 写真集
- 葉山昴1st写真集「いまさらスバル!!」（2018年10月27日）